# Торсен, Робин
Робин Торсен (англ. Robin Thorsen) — американская актриса, наиболее известная по роли Клары в веб-сериале «Гильдия», а также по участию в мюзиклах.

## Биография
В 2005 году Робин Торсен окончила университета Чепмена в Ориндже, Калифорния, со степенью бакалавра в области театрального искусства.
Торсен впервые получила роль Джулии в мюзикле «Одолжите тенора!», ещё учась в школе. Затем она исполнила роли Этель в пьесе «Луна над Буффало», Лалы в пьесе «Последняя ночь Баллиху», Кейт в пьесе Ladies in Waiting и Кормилицы в трагедии Ульям Шекспир «Ромео и Джульетта». В 2011 году Торсен сыграла роль Майи в эпизоде сериала «Парки и зоны отдыха». В 2007—2012 года она исполняла одну из главных ролей в веб-сериале «Гильдия».
Также Торсен играла в мюзиклах «Бриолин», «Бригадун», «Чёртовы янки» и пьесе «Мышьяк и старые кружева». За свои комедийные роли Робин была дважды номинирована на премию Айрин Райан на Театральном фестивале американского колледжа Кеннеди-центра.